# Гер, Шарлотта Аурора де
Шарлотта Аурора де Гер (швед. Charlotta Aurora De Geer, впоследствии Юльденстольпе (швед. Gyldenstolpe) и Веттерстедт (швед. Wetterstedt), 1718—1798) — шведская графиня, салонистка и придворная дама, имевшая значительно политическое влияние.

## Биография

### Придворная дама
Шарлотта Аурора родилась в семье камергера королевского двора барона Юхана Якоба де Гера аф-Финспонга и Фредрики Авроры Таубе. Она служила фрейлиной у принцессы Шарлотты до её замужества в 1796 году, статс-дамой (швед. statsfru) у королевы Фредерики Баденской в 1800—1809 годах, а также обер-гофмейстериной (швед. överhovmästarinna) у вдовствующей королевы Шарлотты в 1818 году. Во время своего пребывания на должности при дворе Фредерики она, по-видимому, пользовалась некоторой благосклонностью: она была одной из двух фрейлин, избранных сопровождать королеву в Финляндию в 1802 году (с графиней Кристиной Фрёлих) и в Германию в 1803—1805 годах (с графиней Каролиной Оксеншерной).

### Салонистка
12 апреля 1796 года в Стокгольмском замке Шарлотта Аурора вышла замуж за своего родственника, генерал-майора и губернатора графа Нильса Юльденстольпе. Она развелась в 1810 году, а в 1811 году вышла замуж за политика графа Густава аф-Веттерстедта. Шарлотта Аурора де Гер была описана как красивая острячка и принадлежала к центральным фигурам шведского столичного общества в первые десятилетия XIX века. Она организовала у себя салон, исполнявший роль политического форума, частым гостем которого был король Швеции Карл XIII, как и принц Уильям Фредерик, герцог Глостерский и Эдинбургский, во время своей жизни в Швеции в 1801—1802 годах. Она сама влияла на политику, сделав свой салон форумом для политических дискуссий. Автор XIX века описал его следующим образом: «благодаря жене графа Веттерстедта светская жизнь в его доме стала самой утонченной и интересной, и иностранцы посещали его чаще, чем многие другие широко известные люди. Графиню очень интересовали государственные дела, и она часто подвергала критике лидеров оппозиции; по крайней мере, многие неохотно сообщали ей о том, что они голосовали вместе с оппозицией, чтобы быть в следующий раз вновь быть приглашёнными этой блестящей хозяйкой».

### Дело наследного принца
Она принадлежала к близкому кругу друзей короля и наследного принца в начале 1820-х годов, так она, Густав Лагербильке, Мариана Коскулль и жена голландского посла были видными участниками любительского франкоязычного театра во дворце Русерсберг. В этот период она познакомила свою дочь Жакетту Лёвинхильм с этим интимным кругом. Когда её дочь и наследный принц Оскар стали любовниками, она помешала своему зятю выгнать свою дочь с королевского двора: её зять заметил, что независимо от того, действительно ли она не знала или просто притворялась, что не знает, она тем не менее не предотвратила и не прервала эту связь и своими действиями скорее гарантировала продолжение этих любовных отношений.

### Женитьба наследного принца
Когда подыскивалась невеста для наследного принца, Шарлотта Аурора повлияла на список возможных кандидаток. В то время как барон фон Бёнен высказывался в пользу Жозефины Лейхтенбергской, которую ему удалось включить в этот список под номером два, де Гер указала на то, что отец Жозефины Лейхтенбергской был всего лишь титульным монархом и состоял в родстве через королеву Баварии с низложенной шведской королевой Фредерикой Баденской, и что королева Баварии намеревалась восстановить своего племянника на шведском престоле. Вместо неё де Гер выдвинула вперёд кандидатуру принцессы Марии Фредерики Гессен-Кассельской, дочери своей личной подруги Августы Прусской, которая благоволила к этому браку, и сумела внести её в список под номером три. Когда в 1822—1823 годах Оскар со своей свитой отправились в путешествие по Германии, чтобы встретиться с будущими невестами, Шарлотта Аурора де Гер устроила так, чтобы её супруг и зять сопровождали его. Однако перед официальной поездкой принца Оскара барон фон Бенен посетил Гессен и сообщил курфюрстине Августе, что династия Бернадоттов может быть свергнута в любой момент. Вскоре после этого Шарлотта Аурора де Гер прибыла в Гессен и сделала неофициальное предложение от имени наследного принца. Она получила отрицательный ответ, что заставило окружение Оскара отказаться от поездки в Гессен и вместо этого продолжить путь из Копенгагена прямо в Лейхтенберг.